# 程景明
程景明（?—?），福建省興化府莆田縣人，清朝政治人物、同進士出身。
光緒九年（1883年），参加癸未科殿試，登進士三甲61名。同年五月，著以主事分部学习。